# 1550 en santé et médecine
| Années de la santé et de la médecine : 1547 - 1548 - 1549 - 1550 - 1551 - 1552 - 1553    |
| Décennies de la santé et de la médecine : 1520 - 1530 - 1540 - 1550 - 1560 - 1570 - 1580 |

Cet article présente les faits marquants de l'année 1550 en santé et médecine.

## Événements
- Vers 1550 : à Londres, « les commencements de St. Thomas's Hospital Medical School (en) peuvent être datés de l'embauche [par l'hôpital] de trois barbiers chirurgiens, assistés de leurs apprentis[1] ».
- À partir de 1550 : le doge de Venise Francesco Donà, « gravement malade et incapable d'accomplir les tâches les plus lourdes, cherche à abdiquer, mais il s'en voit refuser l'autorisation, et il meurt, « après de longues souffrances », en 1553[2] ».

## Publications
- Jérôme Cardan, mathématicien, naturaliste et médecin italien, fait paraître son De subtilitate à Nuremberg, chez Johann Petreus[3].
- Robert Estienne imprime à Paris le De nutrimentibus de son frère Charles[4],[5].

## Naissances
- Fortunato Fedele (it) (mort en 1630), médecin italien considéré par la plupart des historiens comme le fondateur de la médecine légale[6].
- Bernhard Paludanus (mort en 1633), médecin et collectionneur néerlandais[7].
- Jean Robin (mort en 1629), botaniste français, directeur du jardin de l'école de médecine (1597) et sous-démonstrateur au Jardin des plantes (1626) à leur création à Paris[8],[9].
- François Sanchez (mort en 1623), médecin et philosophe espagnol d'origine portugaise[10].
- Entre 1540 et 1550 : Girolamo Mercurio, dit Scipion (mort en 1615), médecin italien, auteur de La comare o ricoglitrice, qui sera abondamment traduite et restera, jusque dans les années 1620, le seul manuel d'obstétrique rédigé en langue vernaculaire italienne[11].
- 1549 ou 1550 : Jacques Guillemeau (mort en 1613), chirurgien, obstétricien, élève d'Ambroise Paré, au service des rois de France Charles IX, Henri III et Henri IV[12].
- Vers 1550 :
  - Anselmus Boëtius de Boodt (mort en 1626), médecin, humaniste, minéralogiste, homme politique et chanoine laïc flamand[13].
  - Jean Béguin (mort vers 1620), apothicaire et chimiste français, aumônier du roi Louis XIII[14].

## Décès
- 23 février : Alban Thorer (né en 1489), professeur de médecine à Bâle, éditeur « des anciens médecins grecs et latins[15] ».
- 8 mars : Jean de Dieu (né en 1495), fondateur de l'ordre hospitalier de Saint-Jean-de-Dieu[16].
- 28 mars : Antoine Lecoq (né à une date inconnue), médecin français, doyen de la faculté de médecine de Paris en 1538[17].